# Norbert Haselsteiner
Norbert Haselsteiner (* 10. Dezember 1957 in Waidhofen an der Ybbs) ist ein niederösterreichischer Beamter und Bezirkshauptmann im Bezirk Melk.

## Ausbildung und Beruf
Haselsteiner absolvierte nach dem Besuch des Stiftsgymnasiums in Seitenstetten ein Studium der Rechtswissenschaften an der Universität Wien, welches er mit dem Akademischen Grad Dr. iur. abschloss. In der Folge trat er 1984 als Jurist in den niederösterreichischen Landesdienst in die Bezirkshauptmannschaft Gänserndorf ein.
1992 erfolgte die Ernennung zum Bezirkshauptmann-Stellvertreter im Bezirk Zwettl, in dieser Funktion wechselte er 1998 zum damaligen Bezirk Wien-Umgebung. 2000 wurde er Bezirkshauptmann im Bezirk Korneuburg. Am 9. November 2011 wechselte er als Bezirkshauptmann nach Melk. Er folgte Elfriede Mayrhofer, die in den Bezirk Krems wechselte.
2022 bestellte die Landesregierung Daniela Obleser, bisher Bezirkshauptfrau in Waidhofen an der Thaya, als Nachfolgerin von Haselsteiner ab dem 1. Oktober 2022 zur Bezirkshauptfrau von Melk.
Er ist verheiratet und hat zwei Töchter sowie zwei Söhne.